# ジャック叩き
ジャック叩きは、トランプを使ったカードゲームの1つである。スラップジャックと言われることがある。

## 基本ルール
使用するカードはジョーカーを除く52枚。
まず任意の方法で親を決め、親がカードを配る。ただし、各プレイヤーは自分の手札を見てはいけない。手札で山を作り、自分の前に積んでおく。
親の左隣の人から始める。自分の前に積んでおいた山から一番上のカードをめくって中央におく。ただし、そのカードがJだった場合はJを平手で叩く。Jを一番速く叩いた人は表向きになったカードを全て手に入れる。ただし、Jでないカードを叩いた人は他のプレイヤーにカードを各1枚渡さなければならない。こうして、全てのカードを手に入れた人が勝ち。

## ローカルルール
JはJでも特定のJ(J♠など)をプレイ前に決めておき、そのJを叩いた人は任意の罰ゲームを決めておく、といったバリエーションがある。
| スタブアイコン | サブスタブ | この項目は、まだ閲覧者の調べものの参照としては役立たない、ゲームに関連した書きかけの項目です。この項目を加筆・訂正などしてくださる協力者を求めています。 |